# Staatsuniversiteit van de Oeral voor Economie

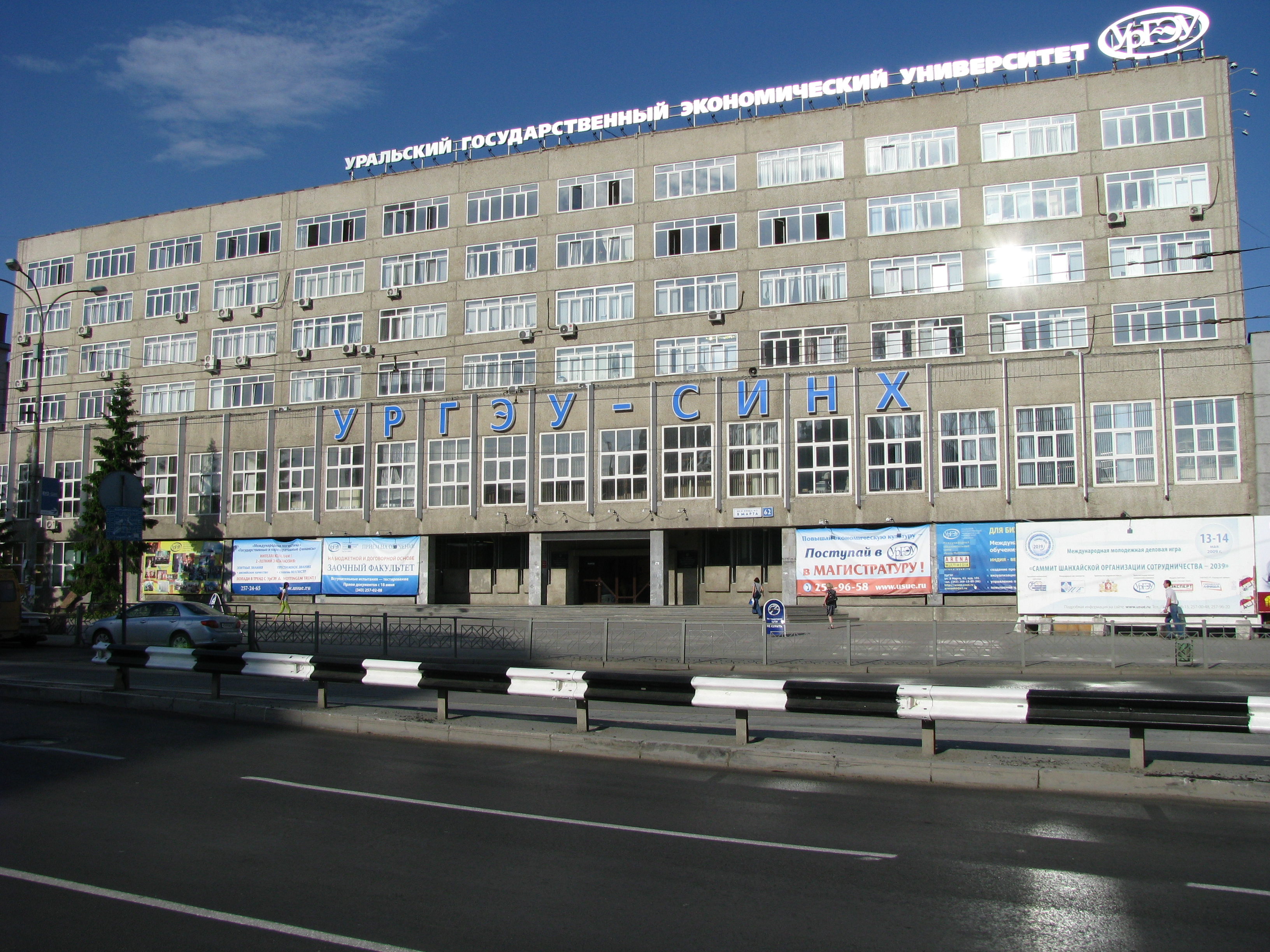
Staatsuniversiteit van de Oeral voor Economie

De Staatsuniversiteit van de Oeral voor Economie (Russisch: Уральский государственный экономический университет; Oeralski gosoedarstvenny ekonomitjestki oeniversitet kortweg UGEU) is een universiteit in de Russische stad Jekaterinenburg ten oosten van de Oeral die economische studies biedt. De universiteit is onderdeel van de Russische academie der Wetenschappen.
De universiteit werd gesticht op 10 oktober 1967 als het Sverdlovsk instituut voor nationale economie en heeft momenteel 33 faculteiten en 6000 studenten.